# Pakt Konfederacji Kaukaskiej
Pakt Konfederacji Kaukaskiej (ros. Пакт Конфедерации Кавказа) – umowa zawarta w poł. lat 30. XX w. pomiędzy przedstawicielami emigrantów Kaukazu Południowego i Kaukazu Północnego.
Prace nad zawarciem Konfederacji Kaukaskiej rozpoczęły się już w poł. lat 20. Strona gruzińska przedstawiła projekt, który zamierzano podpisać we wrześniu 1927 r. Nie doszło jednak do tego przede wszystkim z powodu niezgody Ormian, a także ciągłych konfliktów pomiędzy przedstawicielami różnych narodów kaukaskich. Dopiero w 1933 r. powrócono do tematu. Spowodowane to było dojściem nazistów do władzy w Niemczech i zbliżeniem francusko-sowieckim w odpowiedzi na ten fakt. Zintensyfikowały się wtedy działania przygotowawcze do utworzenia Rady Konfederacji Kaukaskich i podpisania tzw. Paktu Konfederacji Kaukaskiej. W maju tego roku projekt paktu został przedstawiony przez Komitet Niezawisłości Kaukazu. 14 lipca 1934 r. w Brukseli emigracyjne środowiska Azerów, Gruzinów i Górali kaukaskich zawarły umowę o konfederacji kaukaskiej, nazwaną "paktem brukselskim". Ormianie odmówili podpisania go, gdyż opowiadali się za powołaniem własnego państwa narodowego, które obejmowałoby też terytoria sporne z Turkami i Azerami. Poszczególne punkty paktu były następujące:
- Konfederacja Kaukaska działa jako pełnomocny organ wszystkich jej sygnatariuszy, gwarantując prawa do narodowego i niezawisłego charakteru wchodzących w jej skład republik,
- polityka wewnętrzna Konfederacji Kaukaskiej będzie prowadzona w interesie wszystkich uczestników, dysponujących takimi samymi pełnomocnictwami,
- ochrona granic Konfederacji Kaukaskiej jest zadaniem jej sił zbrojnych, złożonych z armii narodowych pod wspólnym dowództwem, podporządkowanym organom Konfederacji,
- poważniejsze spory między sygnatariuszami są rozstrzygane na zasadzie arbitrażu przez Radę Najwyższą Konfederacji Kaukaskiej, której decyzje są obowiązkowe,
- komitet ekspertów, utworzony przez sygnatariuszy paktu, przygotuje projekt konstytucji Konfederacji Kaukaskiej, który zostanie przedstawiony do zaopiniowania podczas jej zjazdu.

Pakt został podpisany przez: Mehmeta Amina Rasulzade i Alimardana-beka Topczibaszewa jako przedstawicieli Azerbejdżanu, Noe Żordanii i Akakija Czchenkeli jako przedstawicieli Gruzji oraz Ibrahima Czulikowa, Tausułtana Szakmanowa i Mamed Girej Sunszi jako przedstawicieli Północnego Kaukazu. Wystosowali oni apel do emigrantów kaukaskich wzywający do walki z okupacją sowiecką Kaukazu Północnego.